# Kyle Benedictus
Kyle Benedictus (sinh ngày 7 tháng 12 năm 1991) là một cầu thủ bóng đá người Scotland thi đấu ở vị trí trung vệ. Hiện tại anh thi đấu cho Raith Rovers taij Scottish Championship.
Anh khởi đầu sự nghiệp với Lincraig Boys Club trước khi chuyển đến Dundee, và có khoảng thời gian cho mượn đến Montrose năm 2011 và Alloa Athletic ở mùa giải 2014–15.

## Sự nghiệp
Benedictus có màn ra mắt cho Dundee vào ngày 1 tháng 11 năm 2008 trước Airdrie United tại Dens Park, thi đấu hết trận. Sau đó anh ký hợp đồng gia hạn sau khi vào đội một.
Ngày 28 tháng 1 năm 2011 anh gia nhập Montrose theo dạng cho mượn trong 1 tháng.
Ngày 1 tháng 9 năm 2014, Benedictus ký hợp đồng cho câu lạc bộ tại Scottish Championship Alloa Athletic theo một bản hợp đồng cho mượn dài hạn.
Vào ngày 10 tháng 6 năm 2015 có thông báo rằng Benedictus đã ký hợp đồng cho Raith Rovers.

## Thống kê sự nghiệp
Tính đến trận đấu diễn ra ngày 4 tháng 11 năm 2017
| Câu lạc bộ            | Mùa giải            | Giải vô địch        | Giải vô địch | Giải vô địch | Cúp Quốc gia | Cúp Quốc gia | Cúp Liên đoàn | Cúp Liên đoàn | Khác    | Khác      | Tổng cộng | Tổng cộng |
| Câu lạc bộ            | Mùa giải            | Hạng đấu            | Số trận      | Bàn thắng    | Số trận      | Bàn thắng    | Số trận       | Bàn thắng     | Số trận | Bàn thắng | Số trận   | Bàn thắng |
| --------------------- | ------------------- | ------------------- | ------------ | ------------ | ------------ | ------------ | ------------- | ------------- | ------- | --------- | --------- | --------- |
| Dundee                | 2008–09             | First Division      | 11           | 0            | 1            | 0            | 0             | 0             | 0       | 0         | 12        | 0         |
| Dundee                | 2009–10             | First Division      | 5            | 0            | 0            | 0            | 2             | 0             | 1       | 0         | 8         | 0         |
| Dundee                | 2010–11             | First Division      | 10           | 0            | 1            | 0            | 0             | 0             | 0       | 0         | 11        | 0         |
| Dundee                | 2011–12             | First Division      | 14           | 0            | 0            | 0            | 0             | 0             | 1       | 0         | 15        | 0         |
| Dundee                | 2012–13             | Premier League      | 27           | 1            | 1            | 0            | 1             | 0             | —       | —         | 29        | 1         |
| Dundee                | 2013–14             | Championship        | 17           | 1            | 0            | 0            | 0             | 0             | 1       | 0         | 18        | 1         |
| Dundee                | 2014–15             | Premiership         | 0            | 0            | 0            | 0            | 1             | 0             | 0       | 0         | 1         | 0         |
| Dundee                | Dundee total        | Dundee total        | 84           | 2            | 3            | 0            | 4             | 0             | 3       | 0         | 94        | 2         |
| Montrose (mượn)       | 2010–11             | Third Division      | 5            | 0            | 0            | 0            | 0             | 0             | 0       | 0         | 5         | 0         |
| Alloa Athletic (mượn) | 2014–15             | Championship        | 26           | 0            | 2            | 0            | —             | —             | 6       | 2         | 34        | 2         |
| Raith Rovers          | 2015–16             | Championship        | 30           | 3            | 2            | 0            | 3             | 2             | 3       | 0         | 38        | 5         |
| Raith Rovers          | 2016–17             | Championship        | 30           | 0            | 2            | 0            | 4             | 1             | 3       | 0         | 39        | 1         |
| Raith Rovers          | 2017–18             | Giải vô địch One    | 5            | 0            | 0            | 0            | 4             | 0             | 2       | 0         | 11        | 0         |
| Raith Rovers          | Raith Rovers total  | Raith Rovers total  | 65           | 3            | 4            | 0            | 11            | 3             | 8       | 0         | 88        | 6         |
| Tổng cộng sự nghiệp   | Tổng cộng sự nghiệp | Tổng cộng sự nghiệp | 180          | 5            | 9            | 0            | 15            | 3             | 17      | 2         | 221       | 10        |

1. 1 2 3 4  Số lần ra sân tại Scottish Challenge Cup
2. ↑  Two appearances tại Scottish Challenge Cup; four appearances and two goals tại Championship play-offs
3. ↑  One appearance tại Scottish Challenge Cup and two tại Premiership play-offs
4. ↑  One appearance tại Scottish Challenge Cup and two tại Championship play-offs

## Danh hiệu
- tháng 11 năm 2008 – Young Player of the Month[16]